# Perna (affluent du Rhône)
Pour les articles homonymes, voir Perna.
La Perna ou la Pernaz est une rivière française du département de l'Ain de la région Auvergne-Rhône-Alpes, en ancienne région Rhône-Alpes et un affluent droit du Rhône. La rivière la Pernaz est candidate au label Site Rivières Sauvages en 2016, soutenue par la Fondation Caisse d'Epargne Rhône-Alpes.

## Géographie
De 10 kilomètres de longueur, la Perna prend sa source sur la commune de Bénonces à 955 mètres d'altitude, à l'ouest du mont Frioland (1 029 m). Il s'appelle aussi dans cette partie haute le ruisseau de Tréfond.
Il coule globalement du nord-est vers le sud-ouest.
Il conflue sur la commune de Montagnieu, à 203 mètres d'altitude.
Les cours d'eau voisins sont, dans le sens des aiguilles d'une montre, au nord et nord-est le Rhéby, à l'est l'Arodin son principal affluent gauche, la Brive au sud-est, le Rhône au sud, sud-ouest et ouest, et le Rhéby au nord-ouest.

### Communes et cantons traversés
Dans le seul département de l'Ain (01), la Perna traverse les trois communes suivantes, dans le sens amont vers aval, de Bénonces (source), Serrières-de-Briord, Montagnieu (confluence).
Soit en termes de cantons, la Perna traverse un seul cantons, prend source et conflue dans le même canton de Lagnieu, dans l'arrondissement de Belley.

### Bassin versant
La Perna traverse une seule zone hydrographique Le Rhône du ruisseau des Moulins inclus au Fouron (V162) de 8 326 km2 de superficie.

### Organisme gestionnaire
L'organisme gestionnaire « Rivières Sauvages » a été nommé par le département de l'Ain « gestionnaire de l'Espace Naturel Sensible de la Pernaz ».
La compétence GEMAPI est exercée par le SR3A.

## Affluents
La Perna a cinq tronçons affluents référencés :
- le ruisseau de Gotarelle (rd[note 1]), 1,6 km, sur les deux communes de Villebois (source) et Bénonces (confluence) ;
- le ruisseau de Croze (rd), 1,1 km, sur la seule commune de Bénonces ;
- le Barmillon (rd), 1,7 km, sur la seule commune de Bénonces ;
- le ruisseau de Raclet (rd), 1 km, sur la seule commune de Bénonces ;
- l'Anodin ou ruisseau de la Gouille ou ruisseau de la Morgne (rg), 8,5 km, sur les cinq communes de Montagnieu, Bénonces (confluence), Seillonnaz, Lompnas, Ordonnaz (source), avec la cascade de Luizet à l'est de la commune de Bénonces et au nord de Lompnas avec deux affluents et de rang de Strahler trois :
  - le ruisseau de Papan (rg), 1,9 km sur les deux communes de Bénonces et Lompnas avec un affluent :
    - le ruisseau de la Vourte (rd), 1,9 km sur la seule commune de Lompnas,

  - le Bief du Marais (rg), 1,9 km sur la seule commune de Seillonnaz.

### Rang de Strahler
Donc le rang de Strahler de la Perna est de quatre.

## Pêche et AAPPMA
La Perna est couvert par l'AAPPMA la Truite du Bas-Bugey sis à Belley. C'est un cours d'eau de première catégorie.

## Aménagements et écologie

### Site Rivières Sauvages: candidat et gestionnaire
La Perna a été recensée en 2015 comme éligible au label "Site Rivières Sauvages", et le département de l'Ain lui a confié la gestion de cet espace naturel sensible.

### Canyoning
Le ruisseau du Tréfond est une descente de canyoning appréciée.